# Willow and Wind
Pour plus de détails, voir Fiche technique et Distribution.
Willow and Wind (en persan : بید و باد ; Bid-o bād) est un film dramatique iranien sorti en 1999, écrit par Abbas Kiarostami et réalisé par Mohammad-Ali Talebi

## Synopsis
Un jeune garçon doit faire un long trajet à pied pour aller récupérer une vitre de glace plus grande de ce qu’il peut porter à l’école. Le temps est mauvais et le vent si violent qu’il est presque succombé en chemin. Mais il essaie fort et finalement il peut l’apporter à la classe où il était supposé de remplacer la vitre cassée. Une fois rendu sur place, il se trouve tout seul et personne ne lui vient en aide. La vitre de glace est fracassée en morceaux par le vent…

## Fiche technique
- Titre : Willow and Wind
- Titre original : بید و باد (Bid-o bād)
- Réalisation : Mohammad-Ali Talebi
- Scénario : Abbas Kiarostami
- Musique : Mehrdad Jenabi
- Photographie : Farhad Saba
- Montage : Sohrab Mirsepassi et Mohammad Ali Talebi
- Production : Mohammad Mehdi Dadgo et Makoto Ueda
- Société de production : Cima Media International et NHK
- Pays :  Iran et  Japon
- Genre : Drame
- Durée : 81 minutes
- Format : couleur - Son : mono
- Date de sortie :  Iran : 1999

## Distribution
- Hadi Alipour : le garçon
- Amir Janfada : Ardakani, le nouvel étudiant
- Majid Alipour	: le garçon grand
- Mohammad Sharif Ebrahimi : le principal
- Bahman Hassani : le professeur